# 珠洲市立飯田小学校
珠洲市立飯田小学校（すずしりつ いいだしょうがっこう）は、石川県珠洲市飯田町にある公立小学校。

## 沿革
- 1873年（明治6年）
  - 4月3日 - 珠洲郡飯田村大運寺内に、能登国第12区区学校として創立。この当時はは、寺家村～南方村の48か村を通学村と定めた。
  - 7月 - 第2中学区飯田小学校と改称し、西勝寺に移転。
- 1875年（明治8年）5月 - 校舎を10部60番地に移転。
- 1879年（明治12年）1月 - 珠洲郡公立飯田小学校と改称。
- 1885年（明治18年）4月 - 高等小学校に指定。
- 1886年（明治19年）11月 - 学校の等位が、高等・尋常・簡易の3小学校となる。
- 1888年（明治21年）4月13日 - 飯田町11部54番地の新校舎に移転。
- 1892年（明治25年）4月 - 飯田町立飯田尋常小学校と改称。階上に、珠洲郡珠洲高等小学校を設立。
- 1896年（明治29年）4月 - 飯田町立飯田尋常高等小学校と改称。
- 1920年（大正9年）7月31日 - 若山村出田41部7番地に新校舎が一部竣工し、移転する。
- 1922年（大正11年）4月15日 - 講堂が落成。
- 1941年（昭和16年）4月1日 - 国民学校令により、飯田国民学校と改称。
- 1947年（昭和22年）4月1日 - 学制改革により、飯田町立飯田小学校と改称。同日、町立飯田中学校を併置。
- 1949年（昭和24年）4月 - 飯田中学校が移転。
- 1954年（昭和29年）7月15日 - 昭和の大合併による珠洲市発足により、珠洲市立飯田小学校と改称。
- 1970年（昭和45年）5月28日 - 飯田町イ字2番地の旧緑丘中学校春日教場跡へ移転。
- 1974年（昭和49年）3月22日 - 健児の像除幕式挙行。
- 1983年（昭和58年）12月27日 - 火災により、校舎が音楽室と体育館を残して全焼。
- 1984年（昭和59年）3月22日 - 前年12月の火災の影響により、第37回卒業式を珠洲市福祉センターホールで行った。
- 1985年（昭和60年）3月16日 - 飯田町19部61番地（現在地）に新校舎が竣工し、移転。
- 1986年（昭和61年）
  - 1月27日 - 体育館竣工。
  - 2月15日 - 新校舎竣工落成式挙行。
  - 10月20日 - 屋外運動場竣工。
- 1987年（昭和62年）7月30日 - 屋外プール竣工。
- 2021年（令和3年）4月1日 - 珠洲市学校給食共同調理場を開設。
- 2022年（令和4年）4月1日 - コミュニティ・スクール開始。
- 2024年（令和6年）
  - 1月1日 - 16時10分頃に発生した令和6年能登半島地震により、本校に避難所が設けられる。
  - 1月7日 - 避難所にいる子供たちの為に、NPO法人カタリバによる「みんなの子ども部屋」設置。
  - 1月9日 - この日、3学期始業式が行われる予定だったが、地震の影響により、無期限延期となった[1]。
  - 1月15日 - 地震の影響で延期された第3学期始業式挙行。登校した児童は28名、オンラインで参加した児童は23名だった。

## 通学区域と進学先中学校
出典

### 通学区域
- 飯田町（全域）
- 若山町出田（脇田谷内）
- 上戸町北方（春日団地・晴気台団地・春日通り）

### 進学先中学校
- 珠洲市立緑丘中学校

## 学校周辺
- 城山
- 愛宕神社
- 南町集会所
- 国道249号
- 珠洲市役所

## 著名な卒業生
- 駿馬赤兎（元大相撲力士）[3]

## アクセス
- すずバス（珠洲市コミュニティバス）で、「わくわく広場」停留所（起終点）から、徒歩約585m・約9分。
- 北鉄奥能登バス特急珠洲金沢線・のと鉄道転換バスで、「珠洲市役所前」停留所から、徒歩約585m・約9分。